# Instalação Nacional de Ignição

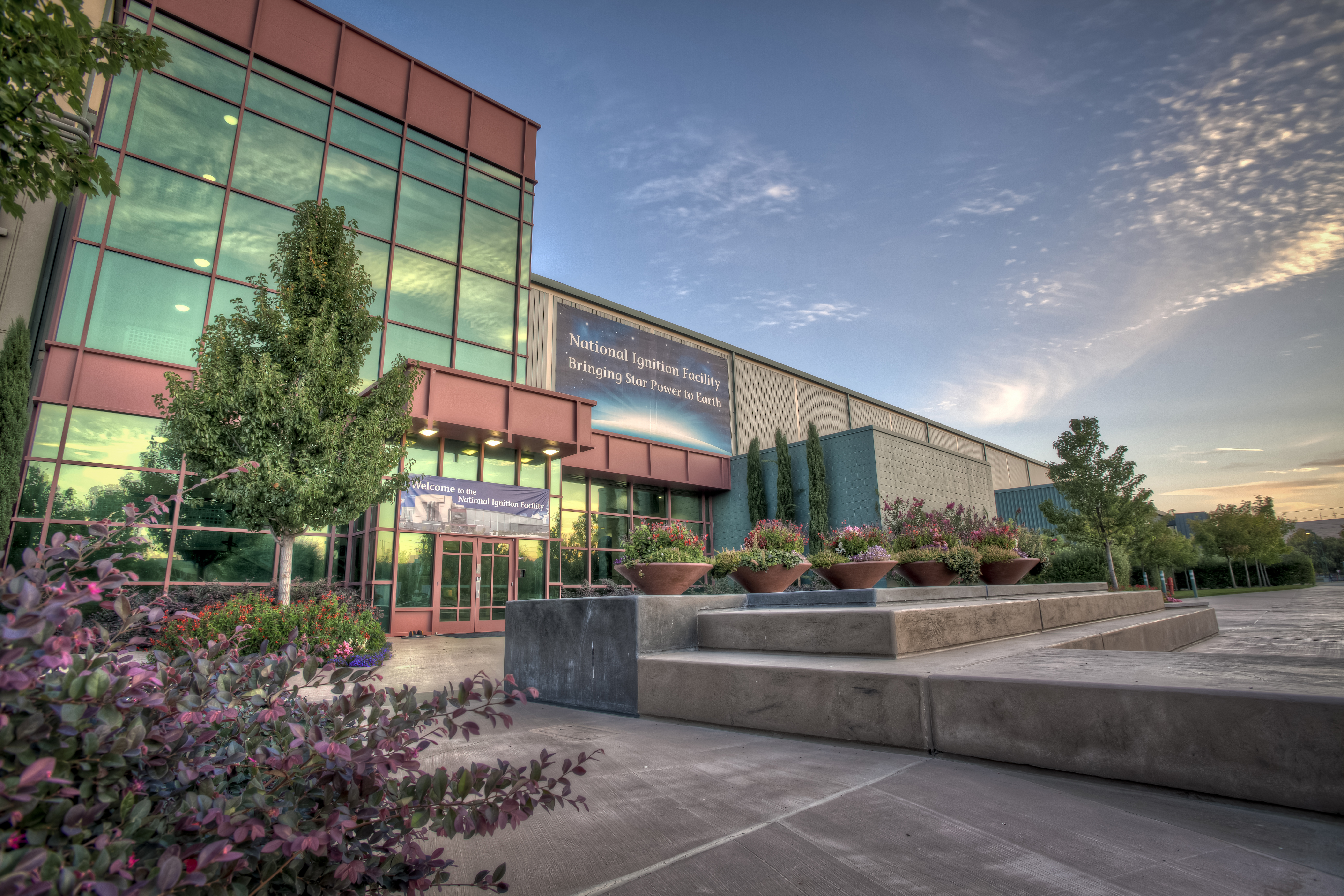
A National Ignition Facility, localizada no Laboratório Nacional Lawrence Livermore

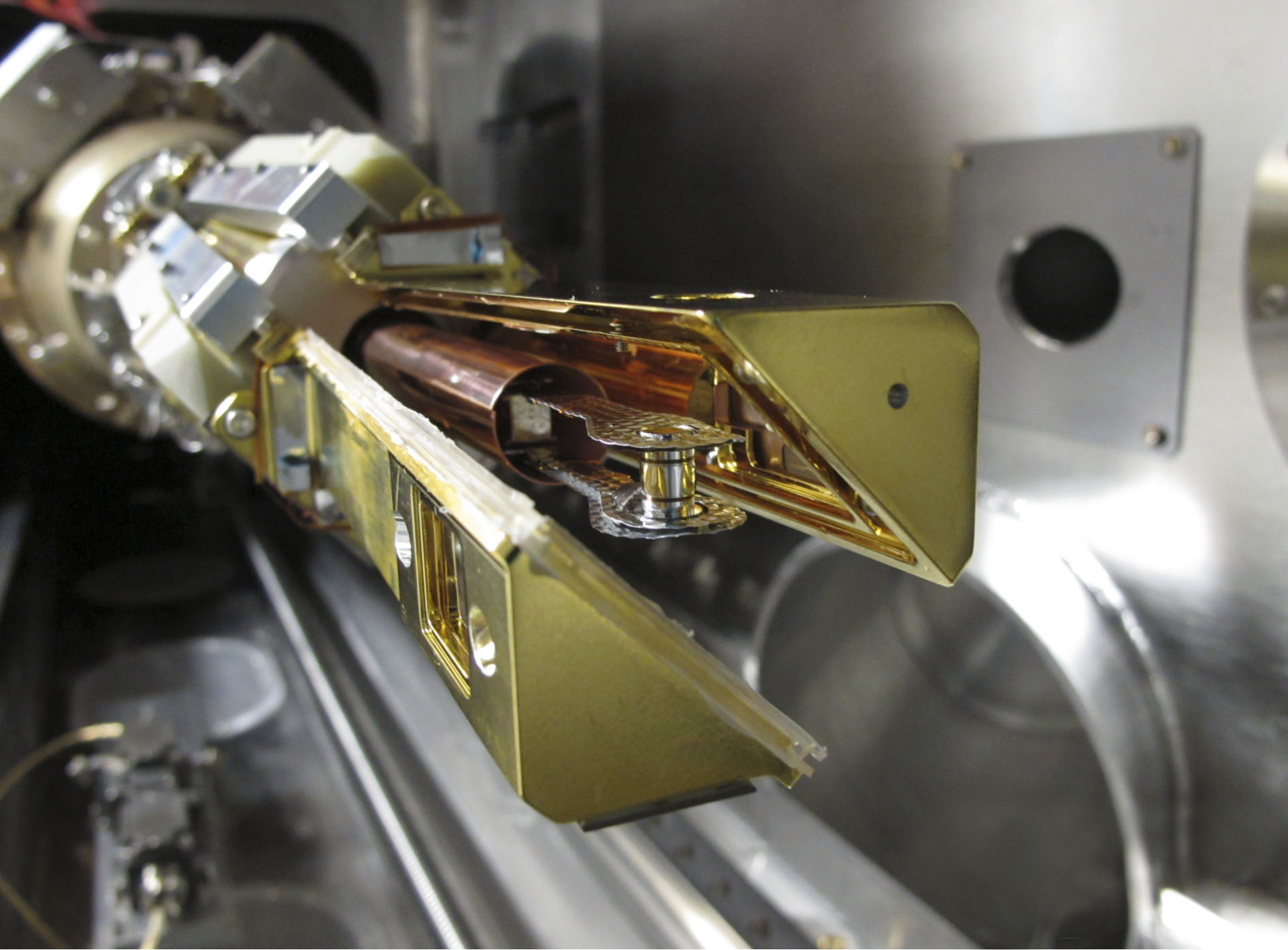
A montagem do alvo para o primeiro experimento de ignição integrado do NIF é montada no sistema criogênico de posicionamento do alvo, ou cryoTARPOS. Os dois braços em forma de triângulo formam uma mortalha em torno do alvo frio para protegê-lo até que se abram cinco segundos antes de um tiro.

A Instalação Nacional de Ignição (em inglês: National Ignition Facility; NIF) é um dispositivo de pesquisa de fusão nuclear por confinamento inercial (ICF) baseado em laser, localizado no Laboratório Nacional Lawrence Livermore em Livermore, Califórnia.
A missão do NIF é alcançar ignição por fusão com alto ganho de energia. Ele apoia a manutenção e o projeto de armas nucleares, estudando o comportamento da matéria nas condições encontradas nas explosões nucleares.
O NIF é o maior e mais poderoso dispositivo ICF construído até hoje. O conceito básico do ICF é espremer uma pequena quantidade de combustível para atingir a pressão e a temperatura necessárias para a fusão.
O NIF hospeda o laser mais energético do mundo. O laser aquece a camada externa de uma pequena esfera de plástico. A energia é tão intensa que faz com que o plástico imploda, espremendo o combustível para dentro. O plástico atinge uma velocidade máxima de 350 km/s, elevando a densidade do combustível de aproximadamente a da água para cerca de 100 vezes a do chumbo. A entrega de energia e o processo adiabático durante a implosão aumentam a temperatura do combustível para centenas de milhões de graus. Nessas temperaturas, os processos de fusão ocorrem no pequeno intervalo antes que o combustível exploda.
A construção do NIF começou em 1997. O NIF foi concluído com cinco anos de atraso e custou quase quatro vezes o orçamento original. A construção foi certificada como concluída em 31 de março de 2009 pelo Departamento de Energia dos Estados Unidos. Os primeiros experimentos em grande escala foram realizados em junho de 2009 e os primeiros "experimentos de ignição integrada" (que testaram a potência do laser) foram declarados concluídos em outubro de 2010.
De 2009 a 2012 foram realizados experimentos no âmbito da Campanha Nacional de Ignição, com o objetivo de atingir a ignição logo após o laser atingir a potência máxima, em algum momento do segundo semestre de 2012. A campanha terminou oficialmente em setembro de 2012, por volta1⁄10 as condições necessárias para a ignição. Posteriormente, o NIF foi usado principalmente para ciência de materiais e pesquisa de armas. Em 2021, após melhorias no design do alvo de combustível, o NIF produziu 70% da energia do laser, batendo o recorde estabelecido em 1997 pelo reator JET em 67% e atingindo um plasma em combustão.

## Noções básicas de fusão de confinamento inercial
Os dispositivos de fusão por confinamento inercial (ICF) usam os chamados drivers para aquecer rapidamente as camadas externas de um alvo para comprimi-lo. O driver típico é um feixe de laser. A partir de 1998, a maioria dos experimentos ICF usava drivers de laser. Outros drivers foram examinados, como íons pesados movidos por aceleradores de partículas.

## Projeto

### Sistema

Diagrama de Sankey da energia do laser para raios-x hohlraum para atingir a eficiência do acoplamento de energia da cápsula. Observe que a "energia do laser" ocorre após a conversão para UV, que perde cerca de 50% da potência IR original. A conversão do calor dos raios X em energia no combustível perde outros 90% – dos 1,9 MJ de luz laser, apenas cerca de 10 kJ acaba no próprio combustível.

A partir de 2004, o NIF passou a utilizar o método de operação de acionamento indireto, no qual o laser aquece um pequeno cilindro de metal envolvendo a cápsula dentro dele. O calor faz com que o cilindro, conhecido como hohlraum (alemão para "sala oca", ou cavidade), reemita a energia como raios-X de frequência ainda mais alta, que são ainda mais uniformemente distribuídos e simétricos. Sistemas experimentais, incluindo os lasers OMEGA e Nova, validaram esta abordagem. A alta potência do NIF suporta um alvo muito maior; o design do pellet de linha de base é de cerca de 2 mm de diâmetro. Ele é resfriado a cerca de 18 kelvin (-255 °C) e revestido com uma camada de combustível congelado de deutério-trítio (DT). O interior oco contém uma pequena quantidade de gás DT.
Depois que a amplificação é concluída, a luz é comutada de volta para a linha de luz, onde corre até a extremidade do edifício até à câmara-alvo. A câmara-alvo tem 10 m esfera de aço de várias peças pesando 130 000 kg. Pouco antes de atingir a câmara-alvo, a luz é refletida em espelhos no pátio de comando e na área-alvo para atingir o alvo de diferentes direções. Como o comprimento do caminho do oscilador mestre até o alvo é diferente para cada linha de luz, a ótica é usada para retardar a luz a fim de garantir que todos alcancem o centro dentro de alguns picossegundos um do outro. O NIF normalmente direciona o laser para dentro da câmara de cima para baixo. A área-alvo e o sistema de switchyard podem ser reconfigurados movendo metade das 48 linhas de luz para posições alternativas mais próximas do equador da câmara-alvo.

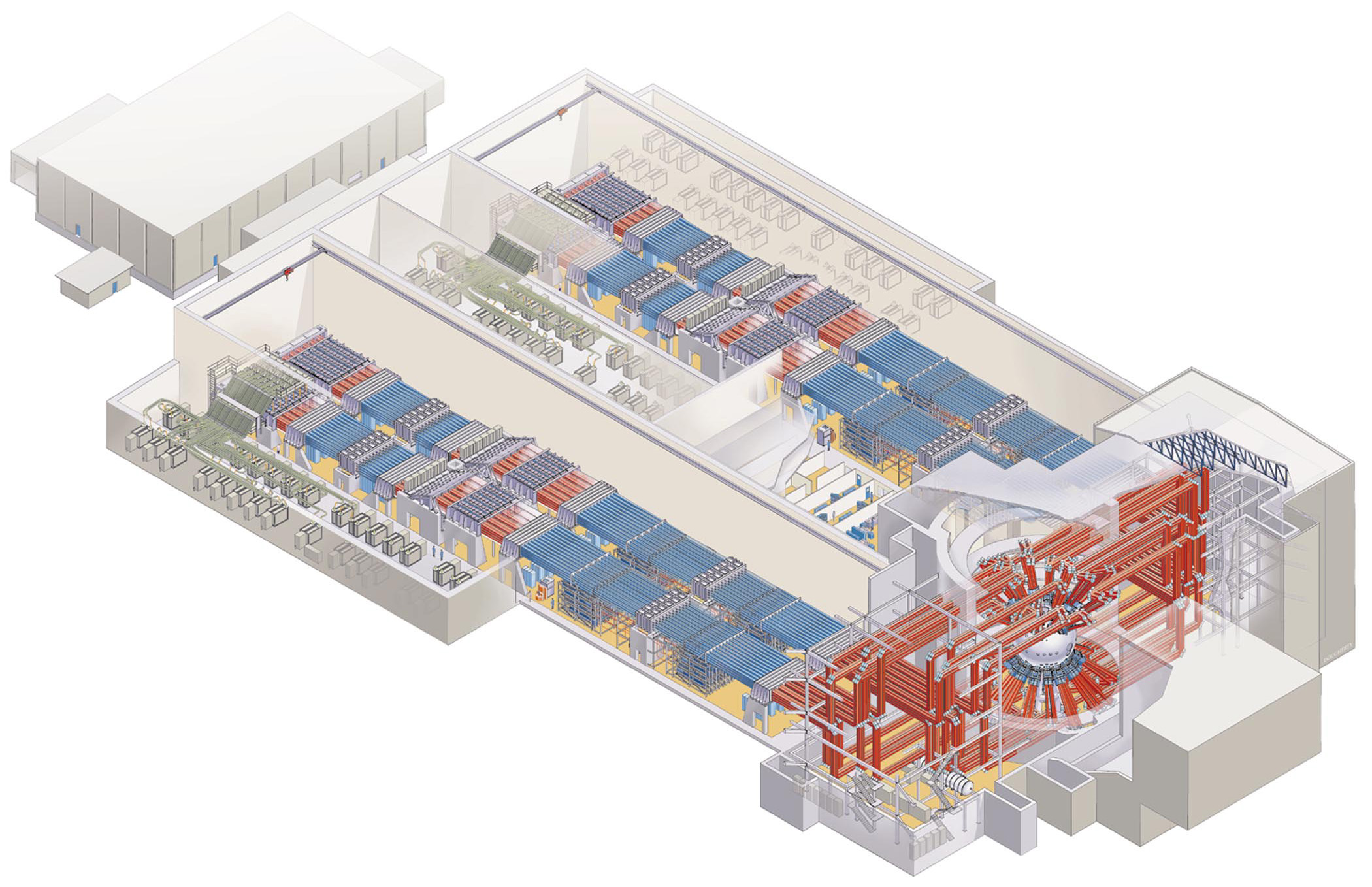
Layout básico do NIF. O pulso de laser é gerado na sala logo à direita do centro e é enviado para as linhas de luz (azuis) em ambos os lados. Depois de várias passagens pelas linhas de luz, a luz é enviada para o "pátio" (vermelho), onde é direcionada para a câmara alvo (prata).

A partir de 2005, outros alvos, chamados alvos de saturno, foram projetados especificamente para reduzir a anisotropia e melhorar a implosão. Eles apresentam um pequeno anel de plástico ao redor do "equador" do alvo, que se torna um plasma quando atingido pelo laser. Parte da luz do laser é refratada através desse plasma de volta ao equador do alvo, atenuando o aquecimento. Pensa-se que a ignição NIF com ganhos de pouco mais de trinta e cinco vezes seja possível, produzindo resultados quase tão bons quanto a abordagem de acionamento direto totalmente simétrico.

## História

### Ímpeto, 1957
A história do ICF no Laboratório Nacional Lawrence Livermore em Livermore, Califórnia, começou com o físico John Nuckolls, que começou a considerar o problema após uma reunião de 1957 organizada por Edward Teller lá. Durante essas reuniões, surgiu a ideia posteriormente conhecida como PACER. PACER imaginou a explosão de pequenas bombas de hidrogênio em grandes cavernas para gerar vapor que seria convertido em energia elétrica. Depois de identificar problemas com essa abordagem, Nuckolls se perguntou quão pequena uma bomba poderia ser feita para gerar energia líquida positiva.
Uma bomba de hidrogênio típica tem duas partes: uma bomba de fissão baseada em plutônio conhecida como primária e um arranjo cilíndrico de combustíveis de fusão conhecido como secundário. O primário libera raios-x, que ficam presos dentro do invólucro da bomba. Eles aquecem e comprimem o secundário até que ele pegue fogo. O secundário consiste em combustível de deutério de lítio (LiD), que requer uma fonte externa de nêutrons. Isso normalmente ocorre na forma de uma pequena "vela de ignição" de plutônio no centro do combustível. A ideia de Nuckolls era explorar quão pequeno o secundário poderia ser feito e quais efeitos isso teria na energia necessária do primário para causar a ignição. A mudança mais simples é substituir o combustível LiD pelo gás DT, eliminando a necessidade da vela de ignição. Isso permite secundários de qualquer tamanho – à medida que o secundário diminui, também diminui a quantidade de energia necessária para a ignição. Ao nível do miligrama, os níveis de energia começaram a aproximar-se dos disponíveis através de vários dispositivos conhecidos.

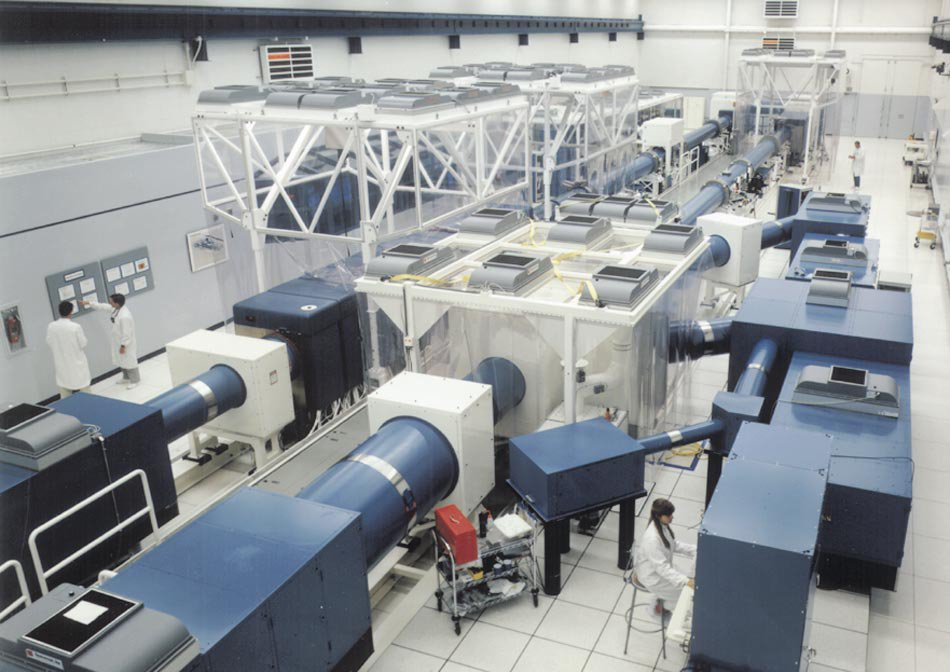
O laser Beamlet testou o design e as técnicas que seriam usadas no NIF.

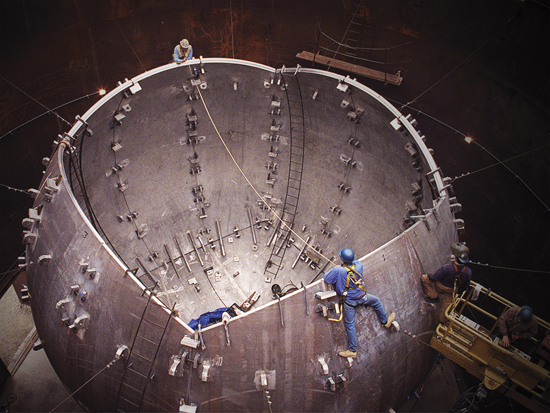
A câmara-alvo do NIF era tão grande que precisava ser construída em seções.

O trabalho no NIF começou com um único demonstrador de linha de luz, o Beamlet. Beamlet operado com sucesso entre 1994 e 1997. Foi então enviado para Sandia National Laboratories como uma fonte de luz em sua máquina Z. Seguiu-se um demonstrador em tamanho real, na AMPLAB, que iniciou suas operações em 1997. A inauguração oficial do site principal do NIF foi em 29 de maio de 1997.]
Na época, o DOE estava estimando que o NIF custaria aproximadamente $ 1,1 bilhão e mais US$ 1 bilhões para pesquisas relacionadas, e estaria completo já em 2002. Mais tarde, em 1997, o DOE aprovou um adicional de $ 100 milhões em financiamento e adiou a data operacional para 2004. Ainda em 1998, os documentos públicos do LLNL afirmavam que o preço total era de $ 1,2 bilhões, com os oito primeiros lasers entrando em operação em 2001 e totalmente concluídos em 2003.

### Re-baseline e relatório do GAO, 1999-2000

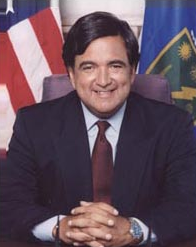
Bill Richardson iniciou um processo de revisão que trouxe a construção do NIF de volta ao controle.

Ao longo deste período os problemas com o NIF não foram reportados à hierarquia. Em 1999, o então Secretário de Energia Bill Richardson relatou ao Congresso que o NIF estava dentro do prazo e do orçamento, conforme os líderes do projeto relataram. Em agosto daquele ano, foi revelado que nenhuma das afirmações estava próxima da verdade. Como o Government Accountability Office (GAO) observaria mais tarde, "Além disso, o ex-diretor de laser do Laboratório, que supervisionava o NIF e todas as outras atividades de laser, assegurou aos gerentes do Laboratório, ao DOE, à universidade e ao Congresso que o projeto NIF foi adequadamente financiado e pessoal e estava continuando com custo e cronograma, mesmo quando ele foi informado sobre evidências claras e crescentes de que o NIF tinha sérios problemas". Uma Força-Tarefa do DOE relatou a Richardson em janeiro de 2000 que "as organizações do projeto NIF falharam em implementar procedimentos e processos de gerenciamento de programas e projetos compatíveis com um grande projeto de pesquisa e desenvolvimento... [e que]... grau em NIF Management: não o escritório de Programas de Defesa do DOE, não o Laboratório Nacional Lawrence Livermore e não a Universidade da Califórnia".

### Operações, 2009-2012
Em 29 de maio de 2009, o NIF foi inaugurado em uma cerimônia que contou com a presença de milhares de pessoas. Os primeiros tiros de laser em um alvo hohlraum foram disparados no final de junho.

#### Desenvolvimento para experimentos principais, 2010
Em 28 de janeiro de 2010, o NIF relatou a entrega de um pulso de 669 kJ a um hohlraum de ouro, quebrando recordes de entrega de energia a laser, e a análise sugeriu que a suspeita de interferência por plasma gerado não seria um problema na ignição de uma reação de fusão. Devido ao tamanho dos hohlraums de teste, as interações laser/plasma produziram grades ópticas de plasma, agindo como minúsculos prismas, que produziram um raio-X simétrico na cápsula dentro do hohlraum.
Depois de alterar gradualmente o comprimento de onda do laser, os cientistas comprimiram uma cápsula esférica uniformemente e a aqueceram a 3,3 milhões de kelvins (285 eV). A cápsula continha gás resfriado criogenicamente, atuando como um substituto para as cápsulas de combustível de deutério e trítio a serem usadas posteriormente. O líder do grupo de física de plasma, Siegfried Glenzer, disse que eles poderiam manter as camadas de combustível precisas necessárias no laboratório, mas ainda não dentro do sistema de laser.
Em janeiro de 2010, o NIF atingiu 1,8 megajoules. A câmara-alvo então precisava ser equipada com escudos para bloquear os nêutrons.

#### Campanha Nacional de Ignição 2010-2012
Com a construção principal concluída, o NIF iniciou a sua Campanha Nacional de Ignição (NIC) para atingir a ignição. Na época, artigos apareceram em revistas científicas afirmando que a ignição era iminente. A Scientific American abriu um artigo de revisão de 2010 com a declaração "A ignição está próxima agora. Dentro de um ou dois anos..."
O primeiro teste foi realizado em 8 de outubro de 2010 em pouco mais de 1 MJ. No entanto, os problemas retardaram o avanço em direção às energias do laser no nível de ignição na faixa de 1,4 a 1,5 MJ.

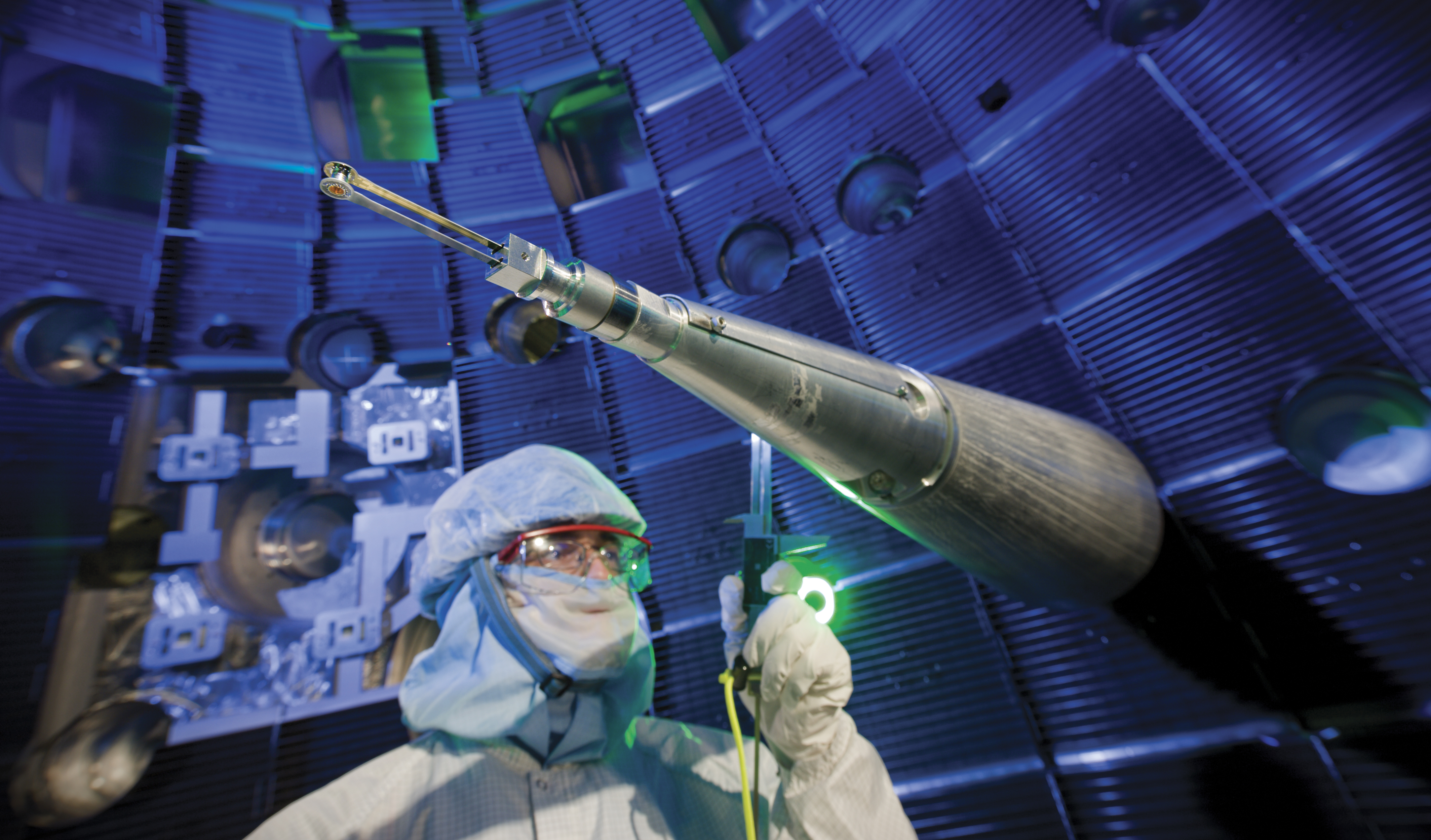
Um técnico trabalha ndono posicionador de alvo dentro da câmara de alvo do NIF

As filmagens foram interrompidas de fevereiro a abril de 2011, para realizar experimentos com materiais SSMP. Em seguida, o NIF foi atualizado, aprimorando os instrumentos de diagnóstico e medição. O sistema Advanced Radiographic Capability (ARC) foi adicionado, que usa 4 dos 192 feixes do NIF como luz de fundo para gerar imagens da sequência de implosão. O ARC é essencialmente um laser da classe petawatt com potência de pico superior a um quatrilhão (10 15 ) watts. Ele é projetado para produzir raios X mais brilhantes, mais penetrantes e de maior energia. O ARC tornou-se o laser de pulso curto de maior energia do mundo, capaz de criar pulsos de laser com duração de picossegundos para produzir raios X energéticos na faixa de 50-100 keV.
As execuções do NIC foram reiniciadas em maio de 2011 com o objetivo de cronometrar com mais precisão as quatro ondas de choque do laser que comprimem o alvo de fusão. As fotos testaram a simetria da unidade de raios-X durante os primeiros três nanossegundos. Tiros de sistema completo disparados na segunda quinzena de maio alcançaram pressões de pico sem precedentes de 50 megabars.
Em janeiro de 2012, Mike Dunne, diretor do programa de energia de fusão a laser do NIF, previu que a ignição seria alcançada no NIF em outubro. No mesmo mês, o NIF disparou um recorde de 57 tiros. Em 15 de março, o NIF produziu um pulso de laser com 411 TW de potência de pico. Em 5 de julho, produziu um pulso mais curto de 1,85 MJ e aumentou a potência de 500 TW.

### Relatório DOE, 19 de julho de 2012
A NIC foi revisada periodicamente. A 6.ª revisão foi publicada em 19 de julho de 2012. O relatório elogiou a qualidade da instalação: lasers, ótica, alvos, diagnósticos e operações. No entanto:
A conclusão integrada baseada neste extenso período de experimentação, no entanto, é que obstáculos consideráveis devem ser superados para alcançar a ignição ou o objetivo de observar o aquecimento alfa inequívoco. De fato, os revisores observam que, dadas as incógnitas com a atual abordagem 'semi-empírica', a probabilidade de ignição antes do final de dezembro é extremamente baixa e até mesmo o objetivo de demonstrar o aquecimento alfa inequívoco é desafiador.
Além disso, o relatório expressou profunda preocupação de que as lacunas entre o desempenho observado e os códigos de simulação implicassem que os códigos atuais eram de utilidade limitada. Especificamente, eles encontraram uma falta de capacidade preditiva da unidade de radiação para a cápsula e interações laser-plasma modeladas inadequadamente. A pressão estava atingindo apenas metade a um terço da necessária para a ignição, muito abaixo dos valores previstos. O memorando discutiu a mistura do material do ablator e do combustível da cápsula, provavelmente devido a instabilidades hidrodinâmicas na superfície externa do ablator.
O relato sugeria o uso de um ablator mais espesso, embora isso aumentasse sua inércia. Para manter a velocidade de implosão necessária, eles propuseram que a energia NIF fosse aumentada para 2MJ. Ele questionou se a energia era ou não suficiente para comprimir uma cápsula grande o suficiente para evitar o limite de mistura e atingir a ignição.  O relatório concluiu que a ignição no ano civil de 2012 era "altamente improvável".
NIC terminou oficialmente em 30 de setembro de 2012. Relatos da mídia sugeriram que o NIF mudaria seu foco para a pesquisa de materiais.
Em 2008, o LLNL iniciou o programa Laser Inertial Fusion Energy (LIFE), para explorar maneiras de usar tecnologias NIF como base para um projeto de usina de energia comercial. O foco estava nos dispositivos de fusão pura, incorporando tecnologias desenvolvidas em paralelo com o NIF que melhorariam muito o desempenho do design. Em abril de 2014, o LIFE terminou.

### Reivindicações de equilíbrio, 2013
Um tiro de fusão NIF em 28 de setembro de 2013 produziu 5 × 10 15 nêutrons, 75% a mais do que qualquer tiro anterior. O aquecimento alfa foi claramente observado. A reação foi relatada como tendo atingido o "ponto de equilíbrio científico", definido como a energia depositada no combustível. O tiro ainda estava muito abaixo da ignição e não correspondia à definição de Moses, que, em vez disso, exigia que a saída de fusão fosse igual à entrada do laser.
Assim, a comparação foi entre os cerca de 10 kJ que atingiu o combustível e os 14 kJ que foram produzidos, um Q de 1,4. Usando a definição anterior, isso seria 1,8 MJ em e 14 kJ fora, um Q de 0,008.

### Experimentos de estoque, 2013-2015
Em 2013, o NIF mudou o foco para a pesquisa de materiais e armas. Os experimentos iniciados no ano fiscal de 2015 usaram alvos de plutônio. Disparos de plutônio simulam a compressão do primário em uma bomba nuclear por altos explosivos, que não haviam passado por testes diretos desde que o CNTB entrou em vigor. O uso de plutônio variou de menos de um miligrama a 10 miligramas.
No ano fiscal de 2014, o NIF realizou 191 disparos, pouco mais de um a cada dois dias. Em abril de 2015, o NIF estava a caminho de atingir sua meta de 300 disparos de laser no ano fiscal de 2015.

### De volta à fusão, 2016- presente
Em 28 de janeiro de 2016, o NIF executou com sucesso seu primeiro experimento de tubulação de gás destinado a estudar a absorção de grandes quantidades de luz laser em 1 cm alvos longos relevantes para fusão inercial de forro magnetizado de alto ganho (MagLIF). A fim de investigar os principais aspectos da propagação, estabilidade e eficiência do acoplamento de energia do laser em escala real para projetos de alvo MagLIF de alto ganho, um único quad de NIF foi usado para fornecer 30 kJ de energia a um alvo durante um período de 13 nanossegundos. pulso. O retorno dos dados foi favorável.
Em 2018, melhorias no controle da assimetria da compressão foram demonstradas em um disparo com uma saída de 1,9 × 10 16 nêutrons, resultando em 0,054 MJ de energia de fusão liberada por um pulso de laser de 1,5 MJ.

### Plasma ardente alcançado, 2021

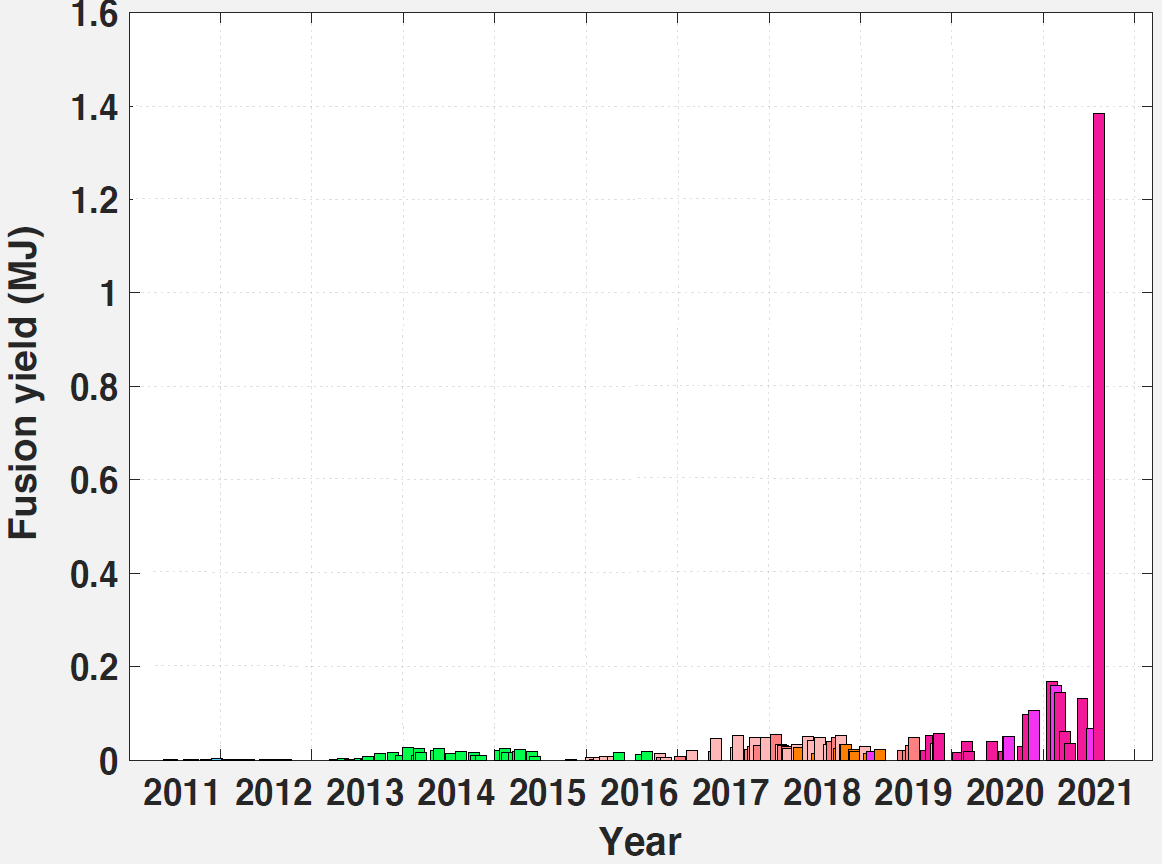
O gráfico dos resultados do NIF de 2011 a 2021 mostra o impacto dramático de adicionar um plasma em chamas à energia de fusão criada

Em 8 de agosto de 2021, um experimento produziu o primeiro plasma ardente do mundo. O rendimento foi estimado em 70% da energia de entrada do laser. Produziu um excesso de nêutrons consistente com uma reação em cadeia de curta duração de cerca de 100 trilionésimos de segundo. O material do hohlraum foi alterado para diamante para aumentar a absorção de raios-x secundários criados pela rajada de laser, aumentando assim a eficácia do colapso. A superfície da cápsula foi ainda mais alisada. O tamanho do orifício na cápsula usada para injetar combustível foi reduzido. Os orifícios no cilindro de ouro ao redor da cápsula foram encolhidos para reduzir a perda de energia. O pulso do laser foi estendido. Este resultado superou ligeiramente o recorde anterior de 67% estabelecido pelo JET torus em 1997. Esses números são a proporção de energia criada pela fusão contra a quantidade de energia que atinge o plasma. Isso não é o mesmo que energia geral de entrada para saída de energia. O experimento usou ~ 477 MJ de energia elétrica para obter ~ 1,8 MJ de energia no alvo para criar ~ 1,3 MJ de energia de fusão.
Em julho de 2022, o laboratório não conseguiu repetir o recorde, com experimentos repetidos rendendo cerca de 200–700 kJ. O laboratório então mudou de tiros de fusão para física mais fundamental. O campo da CIF permaneceu dividido sobre se essa mudança era apropriada. Um grupo propôs atualizações adicionais, enquanto outros sugeriram um reinício.
Um ano depois, em 8 de agosto de 2022, três novos estudos foram publicados confirmando a ignição do plasma sob o critério de Lawson no experimento original.

### Ponto de equilíbrio, dezembro de 2022

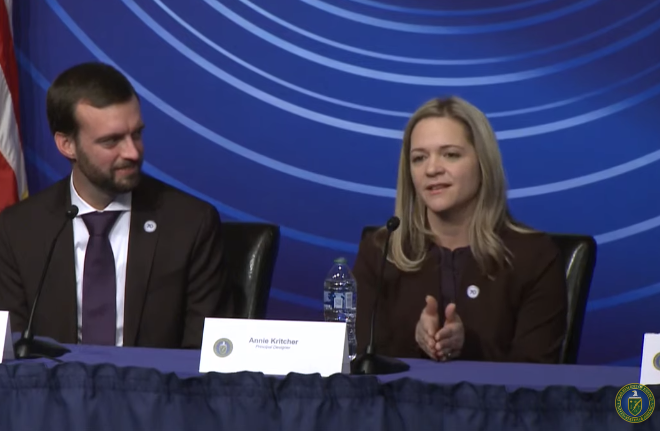
A designer principal Annie Kritcher fala na coletiva de imprensa de 13 de dezembro de 2022 anunciando a ignição no ponto de equilíbrio

O NIF se tornou o primeiro reator de fusão a atingir o ponto de equilíbrio em 5 de dezembro de 2022, com um experimento produzindo 3,15 megajoules de energia a partir de uma entrada de 2,05 megajoules para um ganho de energia de cerca de 1,5.
A notícia da conquista vazou pela primeira vez ao público em 11 de dezembro de 2022, quando o Financial Times informou que um avanço havia sido alcançado, de acordo com uma fonte não identificada, "onde a energia de fusão gerada é igual à energia do laser que iniciou a reação". Fontes confirmaram à CNN que um "ganho líquido de energia" foi demonstrado no NIF. Em um anúncio público em 13 de dezembro, a secretária de Energia , Jennifer Granholm, anunciou que a instalação havia atingido a ignição. Em 13 de dezembro de 2022, o governo dos Estados Unidos através do Laboratório Nacional Lawrence Livermore, anunciou que, pela primeira vez, cientistas conseguiram produzir uma reação de fusão nuclear que teve um ganho líquido de energia, ou seja, um resultado que gerou mais energia do que o necessário para alimentar o processo. O termo é chamado tecnicamente de ignição da fusão nuclear.

## Projetos semelhantes
Alguns projetos ICF experimentais semelhantes são:
- Laser Mégajoule (LMJ).[62]
- Nike laser
- High Power laser Energy Research facility (HiPER).[63]
- Laboratory for Laser Energetics (LLE).
- Magnetized Liner Inertial Fusion (MagLIF).[64]
- Shenguang-II High Power Laser[65]

## Fotos

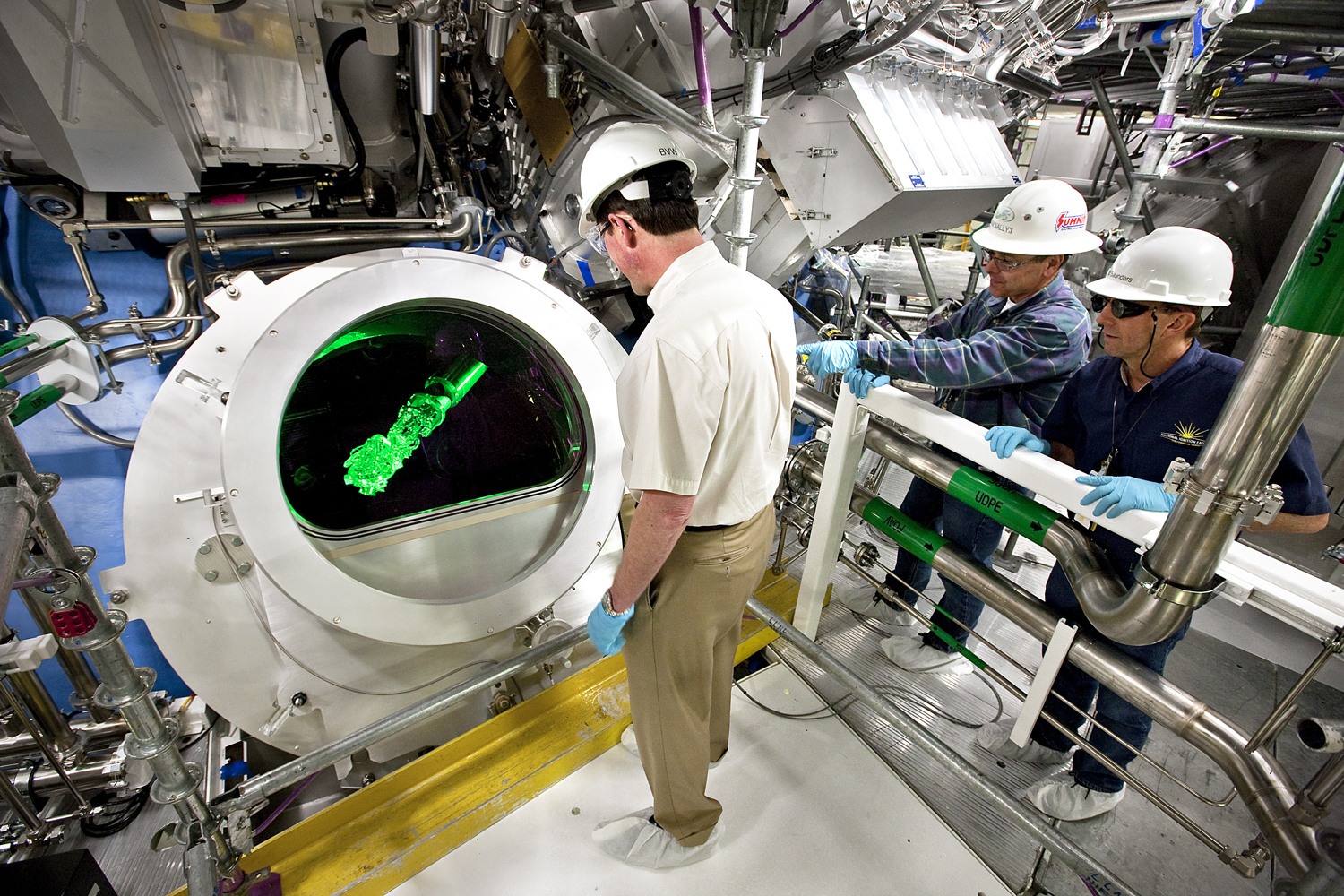
A porta de visualização permite uma olhada no interior da câmara alvo de 30 pés de diâmetro.
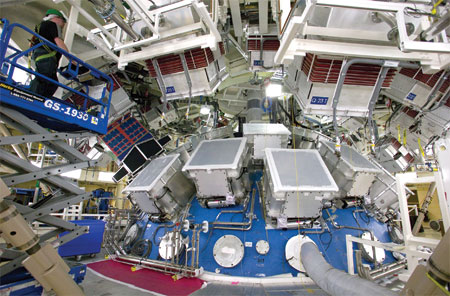
Visão externa do terço superior da câmara-alvo. As grandes portas de feixe quadrado são proeminentes.
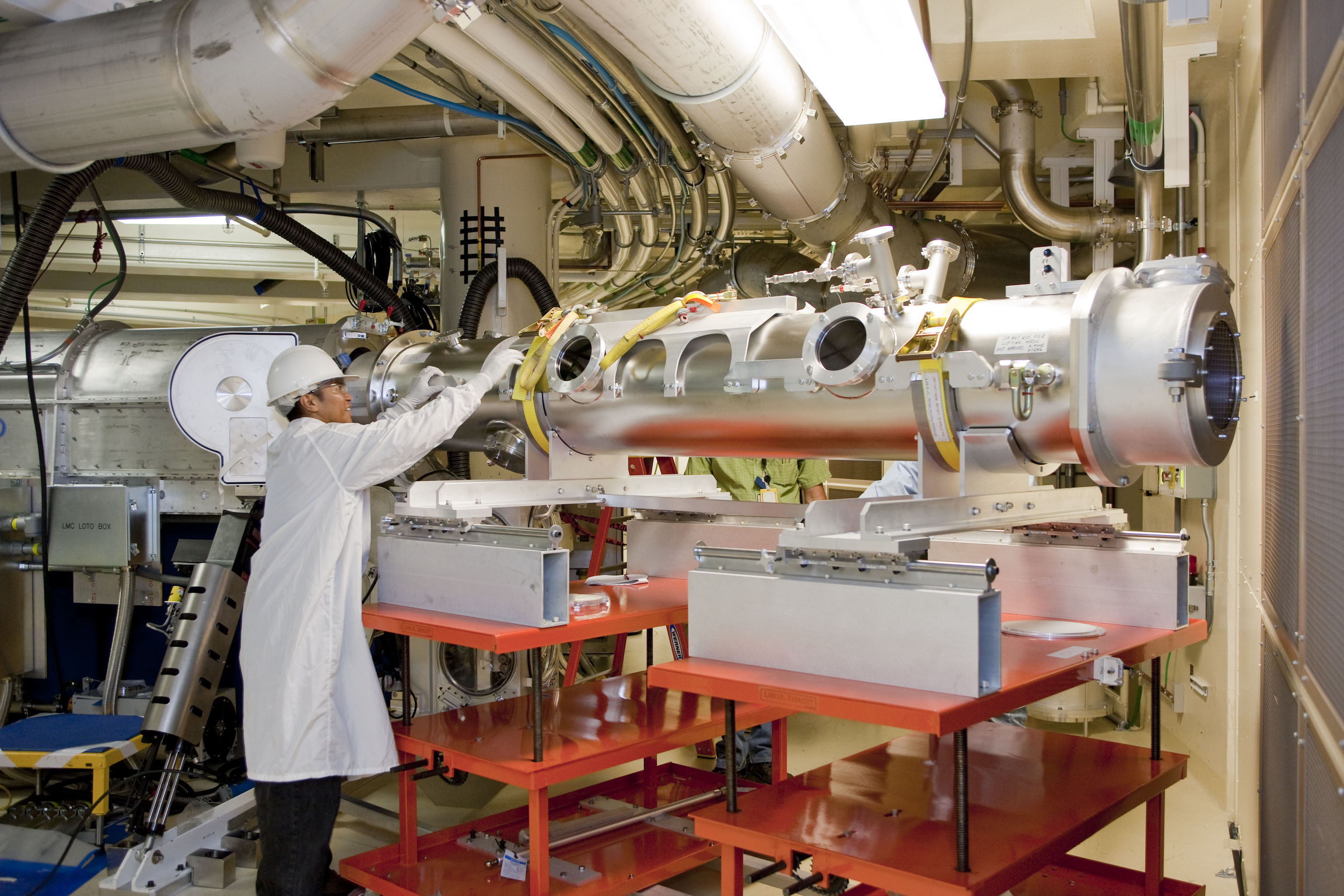
Um técnico carrega um recipiente de instrumento no manipulador de instrumento de diagnóstico selado a vácuo.
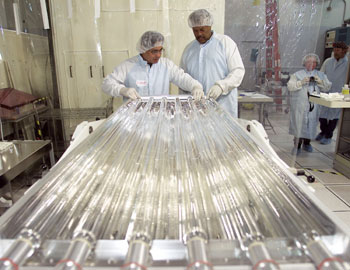
As lanternas usadas para bombear os amplificadores principais são as maiores já produzidas comercialmente.
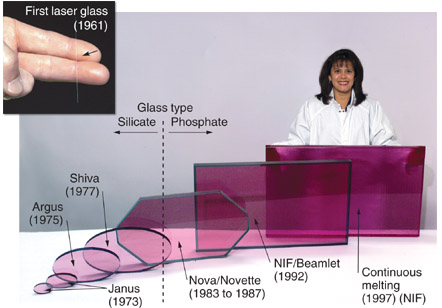
As placas de vidro usadas nos amplificadores também são muito maiores do que as usadas nos lasers anteriores.

## Na cultura popular
O NIF foi usado como cenário para o núcleo de dobra da nave Enterprise no filme de 2013 Star Trek Além da Escuridão.